# 保羅·布萊克伯恩
保羅·凱迪·布萊克伯恩（英語：Paul Cady Blackburn，1993年12月4日—），為美國職棒大聯盟的投手，目前效力於紐約大都會，他先前曾效力於奧克蘭運動家。他在2017年登上大聯盟。

## 職業生涯

### 芝加哥小熊
2012年美國職棒大聯盟選秀，小熊在首輪56順位選進布萊克伯恩。他在亞利桑那聯盟拿下2勝，防禦率3.48。2013年，他在短期1A拿下2勝3敗，防禦率3.33。2014年，他在1A拿下9勝4敗，防禦率3.23。2015年，他在高階1A拿下7勝5敗，防禦率3.11。2016年，布萊克伯恩升上2A。

### 西雅圖水手
2016年7月20日，小熊將布萊克伯恩和丹尼爾·沃格貝克交易到水手，換來麥克·蒙哥馬利和Jordan Pries。他在水手2A拿下9勝5敗，防禦率3.27。

### 奧克蘭運動家
2016年11月12日，水手將布萊克伯恩交易到運動家，換來Danny Valencia。幾天後，運動家就將布萊克伯恩加進40人名單。2017年，他從3A開季，並拿下5勝6敗，防禦率3.05。同時他入選3A的明星賽。
2017年7月1日，布萊克伯恩登上大聯盟。整季他投出3勝1敗，防禦率3.22。8月22日，他被強襲球擊中手，因此缺席剩餘球季。2018年6月7日，布萊克伯恩終於傷癒歸隊，但他在前六場先發的防禦率高達7.16。8月28日，他因為前臂受傷而再次進入傷兵名單。
2019年，布萊克伯恩整季僅出賽4場比賽，防禦率10.64。2020年更是只出賽一場比賽，僅投2.1局失7分。
2021年2月23日，運動家簽下米契·莫蘭德，因此將布萊克伯恩給指定讓渡。2月27日，布萊克伯恩受邀參加大聯盟春訓。8月18日，運動家從3A叫回布萊克伯恩。整季他拿下1勝4敗，防禦率5.87。

## 外部連結
- 球員資訊和成績在MLB ，ESPN ，Retrosheet ，Baseball Reference ，Baseball Reference (Minors) ，Fangraphs ，The Baseball Cube （英文）
- 保羅·布萊克伯恩的X（前Twitter）
- 保羅·布萊克伯恩的Instagram帳戶